# Castrato (musica)

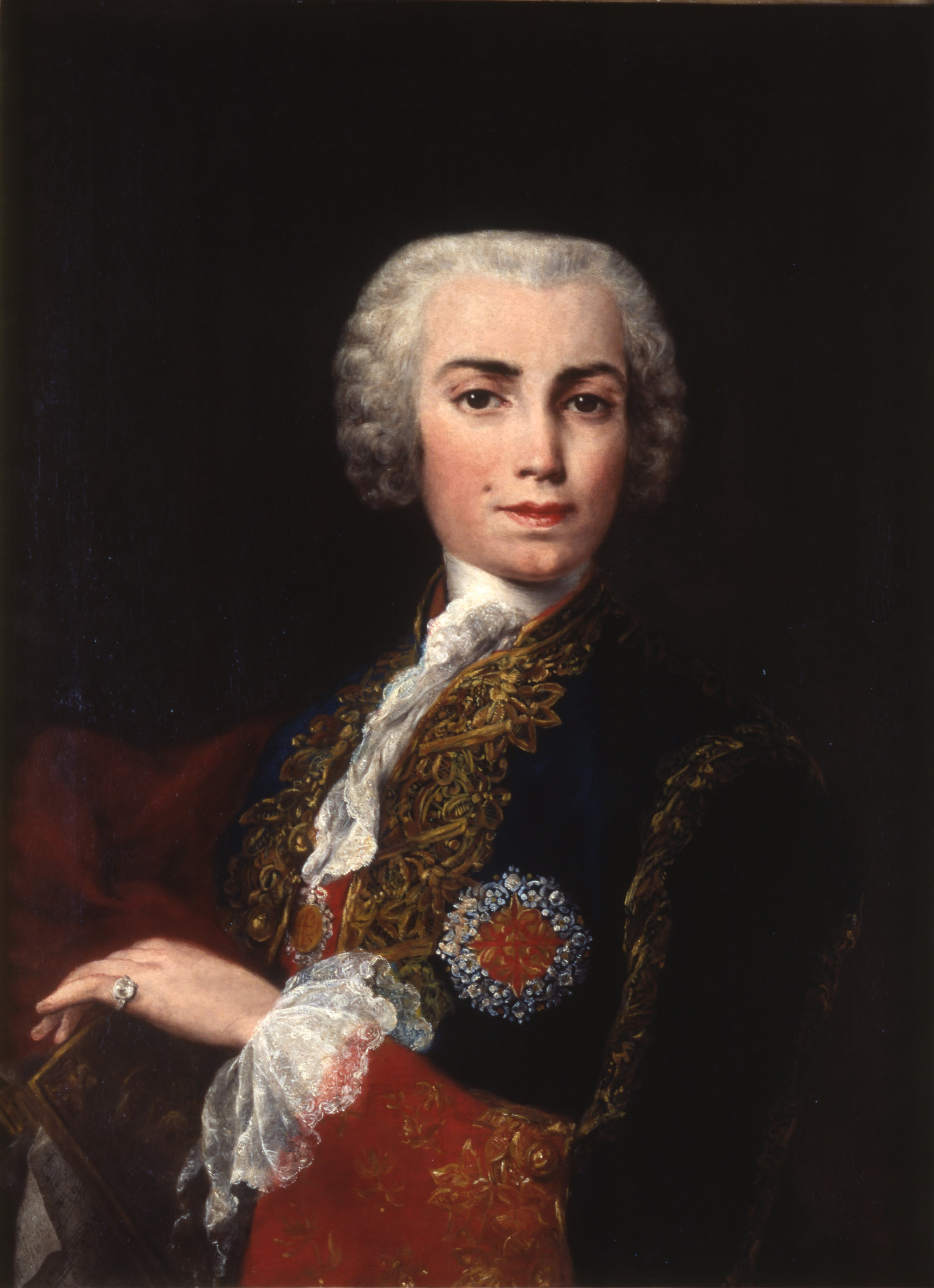
Ritratto di Carlo Maria Broschi, detto Farinelli, che fu tra i più celebri cantanti castrati; il dipinto fu eseguito dall'amico Jacopo Amigoni nel 1750 e si trova a Madrid nella Real Academia de Bellas Artes de San Fernando

Un castrato era un cantante di sesso maschile che aveva subìto la castrazione prima della pubertà, allo scopo di mantenere la voce acuta in età adulta. Il termine è sinonimo di evirato ed eunuco, sebbene la castrazione in passato potesse essere praticata senza fini canori, ma solo per provocare l'impotenza sessuale.
La parola "castrato", per il significato spregevole che poteva assumere, fu spesso sostituita da altre locuzioni, come "cantori evirati", "musici" o "soprani naturali". I cantori evirati divennero in alcuni casi veri e propri fenomeni e furono impiegati da molti operisti e compositori soprattutto nel XVII e XVIII secolo, sino al XIX secolo.
La castrazione in seguito cadde in disuso e la Chiesa bandì definitivamente questi artisti, che sino al Novecento avevano prestato servizio come cantori nelle cappelle musicali.
Tra i più celebri cantori eunuchi del periodo aureo si ricorda Carlo Broschi, in arte Farinelli, a cui è stata dedicata anche in tempi moderni una copiosa letteratura e alcuni film.

## Effetti della castrazione sulla voce
Con la maturità sessuale sia gli uomini sia le donne mutano la voce, ma nei primi la modificazione è molto più evidente e comporta un cambiamento notevole del timbro e dell'estensione.
Eseguita prima della pubertà, la castrazione non permette che il bambino sviluppi normalmente gli ormoni maschili, di cui il più importante è il testosterone. Quest'ultimo non è del tutto assente nel maschio castrato, perché si attivano alcuni meccanismi di compensazione che in parte attenuano taluni effetti. Tuttavia, avvengono una serie di alterazioni che coinvolgono, tra l'altro, lo sviluppo osseo e soprattutto quello della laringe. Le corde vocali rimangono più vicine alle cavità di risonanza e perciò ne risulterebbe una voce particolarmente brillante, ma dotata della cassa toracica di un adulto. L'estensione vocale della preadolescenza viene in gran parte mantenuta e il timbro si sviluppa con caratteristiche sui generis. Dopo l'intervento il ragazzo resterà per sempre con quella voce adatta a canti lirici.
Secondo l'iconografia dell'epoca i 'musici' avevano una statura notevole, che ben figurava in teatro. Possedendo una voce acuta, cantavano parti di soprano o, nel repertorio operistico, anche di contralto; a volte lo stesso esecutore sosteneva entrambe, cantando il soprano nelle cappelle ecclesiastiche – dove erano spesso impiegati – e il contralto nei ruoli d'opera.
Molte caratteristiche vocali degli eunuchi potevano essere possedute anche dai cantanti 'integri' di sesso maschile, che cantavano parti acute in falsetto, conservando la normale voce virile nel registro di petto. Alcuni falsettisti del passato furono talmente abili e dotati da essere ritenuti erroneamente castrati, come il caso del famoso violoncellista e cantore Domenico Mancini, allievo di Alessandro Moreschi, che imitò a perfezione il maestro.
I castrati furono detti "soprani naturali", ossia uomini in cui la voce acuta era la condizione "naturale" (normale), mentre si parlava di soprani 'artificiali' nel caso di uomini che cantassero con la voce 'artefatta' di falsetto.

## L'operazione
La castrazione a fini musicali avveniva con modalità e tecniche differenti a un'età compresa fra i sette e i dodici anni. L'intervento consisteva nell'ablazione dei soli testicoli con un coltello e nel legamento dei vasi. Il ragazzo veniva anestetizzato o mediante un infuso d'oppio, oppure inducendo il coma attraverso la pressione sulla carotide, che interrompeva la circolazione.
L'operazione non era esente da rischi – a volte fatali – sia per le scarse condizioni igieniche, sia per le limitate conoscenze medico-chirurgiche. I principali rischi erano le infezioni e il dissanguamento. Poiché la castrazione era formalmente proibita, i dati sulle operazioni sono scarsi e non è facile sapere chi effettuasse l'intervento. Da un lato sappiamo che Norcia era un importante centro di castrazione e allora è presumibile che operassero gli addetti alla castrazione degli animali. I pochi documenti che abbiamo si riferiscono invece a interventi effettuati da medici e chirurghi. Oltre ai rischi per la salute dei ragazzi, l'altro rischio era quello che la voce non risultasse adeguata al canto: in questo caso i giovani castrati venivano avviati allo studio di uno strumento, oppure al sacerdozio.
La castrazione per fini musicali era una pratica quasi esclusivamente italiana e, secondo il diritto canonico, illegale: si trattava di una mutilazione e in quanto tale punibile con la scomunica. Infatti, il musicista e storico inglese Charles Burney si dedicò alla ricerca dei luoghi dove si praticava l'intervento per 'migliorare' i giovani predestinati, ma non ne trovò: "Indagai attraverso l'Italia in quale posto prevalentemente i ragazzi fossero scelti per cantare tramite castrazione, ma non ne potei avere un'informazione sicura. Mi venne detto a Milano che era a Venezia; a Venezia che era a Bologna; ma a Bologna negarono, e venni indirizzato a Firenze; da Firenze a Roma, e da Roma venni mandato a Napoli... Si dice che vi siano botteghe a Napoli con questa insegna: QUI SI CASTRANO RAGAZZI; ma io non fui in grado di vedere o di sentir parlare di alcuna di queste botteghe durante la mia permanenza in quella città". In effetti, sappiamo che la maggior parte delle castrazioni avvenivano nello Stato Pontificio e nel Regno di Napoli.
Negli anni venti e trenta del XVIII secolo, al culmine della mania collettiva per queste voci, si stima che circa 4 000 ragazzi venissero castrati ogni anno per servire l'arte. Molti di essi erano orfani, o provenivano da famiglie povere che facevano verificare a un maestro di cappella o a un organista se il ragazzo avesse il talento e la voce per essere sottoposto all'operazione, nella speranza che potessero raggiungere il successo e progredire nella scala sociale (questo fu il caso, ad esempio, di Senesino). A volte era la famiglia che procedeva direttamente a far castrare il ragazzo, altre volte provvedeva il conservatorio. Abbiamo testimonianza dei contratti che venivano stipulati fra i genitori e il maestro di canto: in base al tipo di contratto, una volta che l'allievo cominciava a lavorare, i genitori e il maestro si dividevano gli introiti del pupillo. Tuttavia ci sono anche casi documentati di giovani che chiesero spontaneamente di essere sottoposti all'intervento per preservare le loro voci, come ad esempio Caffarelli, figlio di un contadino. Caffarelli era inoltre famoso per le sue eccentricità, per il carattere fortemente irascibile e per le presunte relazioni amorose con varie nobildonne. Farinelli fu uno dei pochi castrati proveniente da una famiglia agiata, amante della musica.

## L'educazione musicale

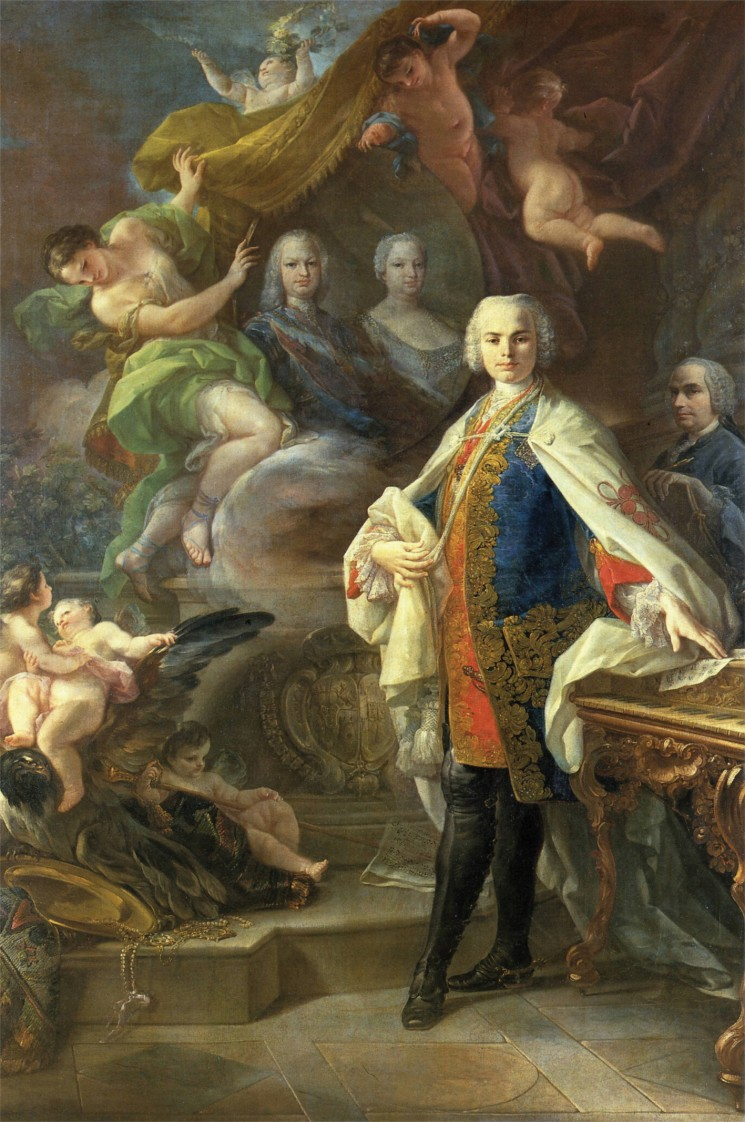
Corrado Giaquinto: Ritratto di Carlo Broschi detto Farinelli
Bologna, Museo internazionale e biblioteca della musica

Il più importante centro di formazione per i giovani castrati era Napoli. In questa città avevano sede quattro importanti istituzioni ecclesiastiche, che si occupavano dell'educazione musicale degli evirati: il Conservatorio di Santa Maria di Loreto (1537), il Conservatorio della Pietà dei Turchini (1584), il Conservatorio dei Poveri di Gesù Cristo (1589) e il Conservatorio di Sant'Onofrio a Porta Capuana (1600). Questi istituti erano collegi maschili, eccetto il Sant'Onofrio che accettava anche le bambine; i castrati erano solo una parte degli allievi e succedeva che fossero emarginati e derisi dagli altri per le attenzioni loro prestate, in quanto cagionevoli di salute. Per aiutare economicamente l'istituto i bambini castrati (detti "angiolilli") venivano mandati a cantare nelle chiese e ai funerali. Gli allievi ricevevano anche una formazione di cultura generale, ma non molto approfondita. Invece l'educazione musicale era rigorosa: oltre al canto si doveva imparare uno strumento; inoltre gli alunni studiavano solfeggio, armonia, contrappunto e composizione.
L'addestramento dei ragazzi era molto severo; la celebre descrizione di Angelini Bontempi delle scuole di canto di Roma del XVII secolo illustra la giornata tipica dei giovani apprendisti, consistente in un'ora di canto di pezzi difficili, un'ora di pratica nel trillo, un'ora di studio nell'esecuzione di passaggi, un'ora di esercizi di canto alla presenza dei maestri e di fronte a uno specchio per imparare a cantare mantenendo un atteggiamento composto della figura, e un'ora di studio di lettere. A questo, che era lo studio svolto la mattina, si aggiungeva quello pomeridiano, che prevedeva mezz'ora di teoria musicale, un'altra di composizione contrappuntistica, un'ora di copiatura su un'apposita tavoletta (chiamata 'cartella') e di nuovo un'altra ora di studio delle lettere. Gli allievi dovevano inoltre esercitarsi al clavicembalo e comporre musica. Questo programma così intenso faceva sì che i giovani più dotati raggiungessero molto presto un'eccellente tecnica e un'ottima preparazione musicale, con brillanti prospettive di carriera.
L'allenamento intenso a cui erano sottoposti i giovani destinati al canto permetteva di conseguire prestazioni virtuosistiche eccezionali; la proliferazione dei castrati avvenne parallelamente allo sviluppo della vocalità del periodo barocco, il cui repertorio richiedeva notevole abilità.
Non tutti i giovani castrati riscuotevano eguale successo, e solo alcuni si dedicavano all'opera: molti cantavano nelle cappelle ecclesiastiche, altri, dopo una carriera più o meno onorevole, si dedicavano all'insegnamento; altri, infine, fallivano completamente ed erano a volte relegati a occupazioni umili o indecorose.
Ricordo del periodo di studi era spesso il soprannome dei castrati, che era il diminutivo del cognome del maestro, come Gizziello da Domenico Gizzi, Caffarelli da Pasquale Caffaro, Porporino da Nicola Porpora oppure era il diminutivo della famiglia che aveva pagato gli studi al cantante, come il Cusanino, dalla famiglia Cusani, Giovanni Carestini. Altri evirati trassero ispirazione da altri motivi. Farinelli, che aveva studiato con Porpora, essendoci già Porporino, prese il soprannome dai fratelli Farina che lo avevano aiutato; Senesino si chiamò così perché senese.

## Storia dell'impiego dei castrati a fini musicali

### L'impiego dei castrati nella musica sacra
La castrazione a scopo musicale trae origine dal versetto di San Paolo (I Corinzi, XIV, 34) "mulieres in ecclesia taceant": "le donne stiano zitte quando sono in chiesa". Il precetto fu interpretato non solo come un divieto per le donne a partecipare al rito attraverso le letture, ma anche un divieto di cantare nel coro. Perciò se si volevano introdurre nel coro religioso delle voci acute si poteva ricorrere ai bambini, ai falsettisti, oppure ai castrati.
Nella storia della musica l'esistenza di cantanti eunuchi è testimoniata sin dal primo periodo dell'Impero bizantino; nel 400 circa, l'imperatrice Elia Eudossia aveva un maestro eunuco, Brisone, forse egli stesso cantore, che presumibilmente istituì l'uso dei castrati nei cori bizantini. Nel IX secolo i cantanti eunuchi erano ancora utilizzati, come ad esempio nel coro della Basilica di Santa Sofia, e continuarono a esistere fino alla presa di Costantinopoli, nel corso della quarta crociata del 1204. Apparentemente scomparsi per circa tre secoli, ricomparvero in Italia in circostanze ancora non chiare, forse importati dalla Spagna, che fino alla fine del XV secolo era rimasta in gran parte sotto il dominio degli Arabi, dove gli eunuchi, in genere appartenenti a etnie conquistate e impiegati in vari ruoli, come ad esempio custodi dell'harem, erano diffusi. I primi castrati di cui si ha notizia in Italia intorno alla metà del XVI secolo erano spagnoli.
Il duca di Ferrara Alfonso II d'Este fu uno dei primi estimatori entusiasti di questi cantanti. Heinrich Schütz, maestro di cappella di corte a Dresda dal 1615, disponeva di castrati nel coro. Nel 1589, con la bolla Cum pro nostro pastorali munere, papa Sisto V ammetteva i castrati fra i cantori della cappella musicale pontificia sistina. Nel 1599 furono ammessi nella cappella del papa Pietro Paolo Folignato e Girolamo Rosini; sembra tuttavia che uno dei primi cantori evirati del coro pontificio fosse lo spagnolo Francisco Soto de Langa, entrato in servizio l'8 giugno 1562.
Pietro Della Valle elogiava i castrati, già numerosi nella prima metà del Seicento:
(Pietro Della Valle, Della musica dell'età nostra che non è punto inferiore, anzi è migliore di quella dell'età passata [1640], in A. Solerti, Le origini del melodramma, Torino, Bocca, 1903.)
L'impiego dei cantori evirati fu per molto tempo preferito a quello delle voci puerili, il cui utilizzo era limitato necessariamente a pochi anni.
Una situazione particolare era quella delle chiese, dove le donne non erano ammesse nelle cantorie; il cantore infatti officiava la liturgia e come tale doveva essere esclusivamente di sesso maschile. Nella Chiesa cattolica solo i preti, uomini, dicono messa; questa norma fu chiaramente ribadita anche nel famoso motu proprio di Pio X, Tra le sollecitudini, del 1903, in particolare al §13.
L'atteggiamento della Chiesa cattolica nei confronti dei castrati fu ambivalente: da un lato la castrazione, in quanto mutilazione, era condannata. D'altra parte i cori ecclesiastici annoveravano molti cantori evirati e la Cappella pontificia ne ebbe il numero più alto, continuando a far cantare castrati fino all'inizio del Novecento. Inoltre, i pontefici non ebbero un atteggiamento univoco verso gli evirati. Ad esempio, papa Clemente VIII fu fra i primi a preferire i castrati ai falsettisti; invece papa Innocenzo XI fu il più severo sull'argomento; papa Benedetto XIV condannava la castrazione, ma aiutò coloro il cui intervento era riuscito male, facendoli entrare negli ordini religiosi; papa Clemente XIV decretò la scomunica di chi favoriva la castrazione, ma nei fatti tale sanzione non fu mai inflitta ad alcuno.

### L'impiego dei castrati nell'opera lirica

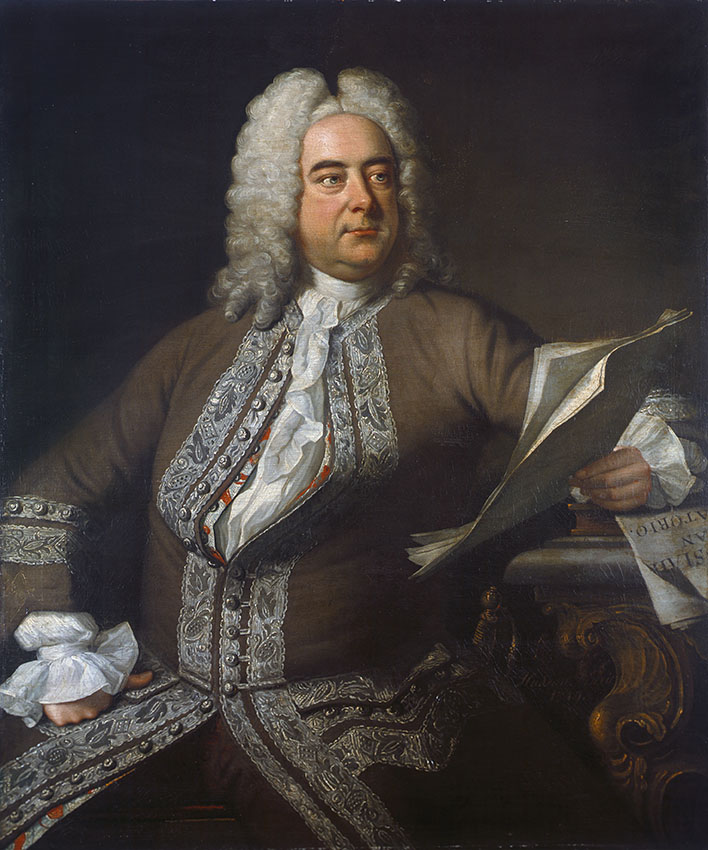
Le opere di Händel, qui raffigurato in un ritratto eseguito da Thomas Hudson, comprendevano ruoli per castrati

Anche l'introduzione dei castrati nell'opera lirica fu dovuta in buona parte al divieto ecclesiastico nei confronti delle attrici e delle cantanti donne. L'interdizione era obbedita scrupolosamente soprattutto nello Stato Pontificio e in generale in Italia, non invece in Francia. Anche in questo caso si poteva scegliere fra falsettisti e castrati.
Il successo dei castrati fu parallelo allo sviluppo del melodramma e dell'opera. Alla prima rappresentazione dell'Orfeo di Monteverdi del 1607 presero parte almeno due castrati. Dalla fine del XVII secolo, i castrati divennero protagonisti delle scene e mantennero la loro egemonia per circa un secolo, soppiantando i colleghi di sesso maschile nel ruolo di 'primo uomo'. Nel corso del XVIII secolo, con la diffusione dell'opera italiana a livello europeo (con la particolare eccezione della Francia), cantanti come Baldassarre Ferri, Matteo Sassano, Nicolò Grimaldi, Senesino, Farinelli, Gaspare Pacchierotti, Giovanni Battista Velluti, Giovanni Carestini divennero autentici divi internazionali, originando finanche fenomeni di adorazione isterica, e i più fortunati guadagnarono ricchezze considerevoli.
La concezione drammaturgica dell'epoca era improntata all'irrealtà e all'idealizzazione, pertanto sempre più spesso nei protagonisti (personaggi della mitologia o della storia romana) non vi era alcun rapporto fra sesso e ruolo; i castrati dunque potevano interpretare indifferentemente parti maschili o femminili. L'organizzazione rigida e strettamente gerarchica dell'opera seria favoriva le voci acute per la rappresentazione delle virtù eroiche (sebbene i castrati venissero anche spesso derisi per il loro aspetto o per la recitazione ridicola), mentre le voci maschili tradizionali del basso e del tenore baritonale (il tenore acuto dalla voce chiara nascerà solo nel XIX secolo, con la fine dei castrati) erano considerate troppo realistiche e perciò volgari, poco portate al virtuosismo e adatte solo a ruoli secondari o comici.

### Declino

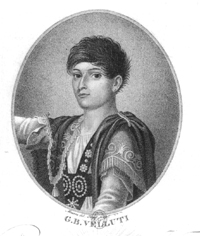
Giovanni Battista Velluti fu l'ultimo dei grandi castrati dell'opera italiana

Al termine del XVIII secolo, i cambiamenti nel gusto musicale e operistico e l'evoluzione dei costumi segnarono la fine dei castrati. Tuttavia perdurarono anche dopo l'ancien régime e due di essi, Gasparo Pacchierotti e Girolamo Crescentini, passarono alla storia anche per l'ammirazione che suscitarono in Napoleone Bonaparte. L'ultimo famoso castrato fu Giovanni Battista Velluti (1781–1861), che interpretò l'ultimo ruolo operistico scritto appositamente per questi cantori, Armando nel Crociato in Egitto di Meyerbeer (Venezia, 1824). Allora però i cantanti evirati erano già stati sostituiti come 'primi uomini' inizialmente dai contralti-donne in travesti, e poi dai tenori nelle nuove tipologie che si svilupparono con l'affermarsi della musica romantica.
Nella prima metà dell'Ottocento, comunque, il Collegio Pontificio faceva ancora istruire nella Pia Casa degli Orfani giovani evirati per servire la cappella papale.
Con l'unità d'Italia nel 1861, venne esteso a tutto il nuovo regno, con l'eccezione della Toscana, il previgente codice penale sabaudo che già prevedeva il reato di evirazione. Il codice toscano, che rimase in vigore nel territorio dell'ex-granducato fino al 1889, prevedeva per parte sua, agli articoli 325 e 326, il reato di "lesione personale", che veniva qualificata come "gravissima" nel caso, tra l'altro, in cui essa privasse l'offeso "della capacità di generare".
Nel 1878, papa Leone XIII proibì l'ingaggio di castrati da parte della Chiesa; solo nella Cappella Sistina e in altre basiliche papali il loro impiego sopravvisse ancora per qualche anno: una foto di gruppo del coro della Sistina del 1898 mostra che all'epoca ne rimanevano sei (più il 'direttore perpetuo', il soprano Domenico Mustafà) e nel 1902 Leone XIII ribadì il suo divieto. La fine ufficiale per i castrati venne il 22 novembre 1903, quando il nuovo papa, Pio X, promulgò un motu proprio sulla musica sacra, Tra le sollecitudini, in cui si legge: «se dunque si vogliono adoperare le voci acute dei soprani e contralti, queste dovranno essere sostenute dai fanciulli, secondo l'uso antichissimo della Chiesa». I castrati non furono subito licenziati, ma continuarono a prestare servizio sino alla giubilazione, senza procedere all'assunzione di nuove leve che li rimpiazzassero. L'ultimo castrato della Sistina fu Alessandro Moreschi.
Il coinvolgimento della Chiesa cattolica nel fenomeno dei castrati è stato a lungo fonte di polemiche. In effetti, già nel 1748 papa Benedetto XIV aveva tentato di bandire i castrati dalle chiese, ma la loro popolarità all'epoca era tale che un provvedimento simile avrebbe avuto come risultato un drastico calo nella frequentazione delle chiese.
Un allievo di Moreschi, Domenico Mancini, imparò talmente bene dal suo maestro che persino Lorenzo Perosi, direttore perpetuo del coro della Cappella Sistina dal 1898 al 1956 e strenuo avversatore dell'uso dei castrati, pensò che fosse evirato; Mancini fu invece un ottimo falsettista e contrabbassista di professione.

### Emuli dei castrati in epoca moderna

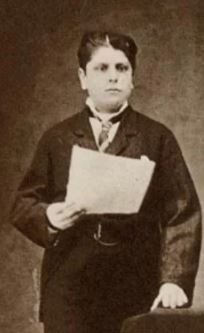
Alessandro Moreschi, c. 1880

In epoca moderna la castrazione è severamente proibita; tuttavia, spesso nell'intento di suscitare attenzione, alcuni cantanti affermano più o meno apertamente di essere autentici castrati, sia pure per cause patologiche.
I cantanti nati nel XX secolo, anche eccellenti, non si possono assimilare ai castrati del passato, sia per le caratteristiche fisiologiche, sia per la formazione tecnica e musicale; si tratta in realtà di falsettisti (ossia cantanti che usano la voce di falsetto) e l'ampio utilizzo della loro vocalità nell'opera ha origini nel secolo XX.
L'unico autentico cantore evirato di cui siano rimaste registrazioni, effettuate all'inizio del Novecento, è Alessandro Moreschi. Sebbene il suo gusto interpretativo rifletta chiaramente la moda del suo tempo, è interessante ascoltarne la voce, che è l'ultima vera prova che questi storici cantori hanno dato di sé.
Oggi, i ruoli originariamente concepiti per i castrati vengono in genere affidati a contralti o soprani donne che cantano en travesti o a controtenori uomini.

## Carattere e vita sociale
La mutilazione subita e le conseguenze sociali della stessa erano probabilmente all'origine del carattere capriccioso e stizzoso di molti castrati. Non di rado imponevano scenografie o costumi sfarzosi, quando ciò non era giustificato dal libretto. Girolamo Crescentini si limitava a pretendere di portare sempre una spada al fianco sulla scena, anche quando era incongruente con il costume indossato.
Il castrato più famoso per i suoi capricci fu Caffarelli, che si comportò spesso in modo insolente e litigioso, e per questo fu più volte imprigionato.
Farinelli fu anche in questo un'eccezione: si dimostrò sempre disponibile e gentile.
La vita sociale dei castrati non era facile. I rapporti con la famiglia d'origine venivano spesso interrotti, sia perché i castrati rinfacciavano ai parenti la mutilazione subita, sia perché i familiari cercavano di ottenere denaro e altri vantaggi dagli evirati che avevano fatto fortuna. Il più radicale contro la famiglia fu Domenico Mustafà, il quale affermava che avrebbe ucciso il padre se fosse stato sicuro della sua responsabilità nella scelta di castrarlo. Fra le eccezioni ci fu Farinelli, che si mostrò generoso con i parenti e non li rimproverò per averlo evirato.
Erano invece buoni i rapporti degli evirati con i loro protettori che li ricompensavano generosamente, ma che si comportavano anche in modo ambiguo nei loro confronti. Certamente erano un riferimento per i castrati quando questi avevano un problema da risolvere.
Quanto alla vita sessuale e affettiva dei castrati, sono documentate relazioni con donne, che potevano implicare anche rapporti sessuali, sia pure spesso inadeguati: in vari casi si trattava di donne deluse dal proprio matrimonio, che apprezzavano la sensibilità degli evirati. A volte queste relazioni adulterine furono tempestose, tanto che Caffarelli e Pacchiarotti furono sfidati a duello da mariti gelosi; Siface addirittura morì nel tentativo di rapire una fanciulla da un convento. D'altro canto, Tenducci fu uno dei pochi castrati che riuscì a sposarsi, ma dopo qualche anno il matrimonio andò in crisi e fu annullato.

## Nella cultura di massa
- L'esumazione della salma di Farinelli nel 2006 per sottoporla ad analisi scientifiche ha avuto ampio spazio nei media[16].
- Il film di produzione italo-francese Farinelli - Voce regina (1994) è una biografia (molto romanzata) del castrato più famoso, Carlo Broschi detto Farinelli: la sua voce è stata idealmente ricostruita con un mix delle voci di un controtenore uomo, Derek Lee Ragin, e di una donna soprano, Ewa Małas-Godlewska.
- Nel film Le voci bianche del 1964, diretto da Pasquale Festa Campanile e Massimo Franciosa, il protagonista, interpretato da Paolo Ferrari, è un finto castrato per povertà e successivamente vero evirato.
- Nella commedia di Lucy Powell, True or Falsetto? A Secret History of the Castrati, andata in scena nel 2002 a Edimburgo, nel 2003 a Londra e negli anni successivi in una tournée internazionale, l'attore comico/falsettista Ernesto Tomasini interpreta la voce dei castrati attraverso cinque secoli di storia della musica.[17]
- Uno dei primi romanzi della scrittrice statunitense Anne Rice, Un grido fino al cielo, è ambientato nel mondo dei castrati; a prescindere dalle invenzioni romanzesche, il libro è basato su un solido lavoro di documentazione e ricerca e riesce a dare l'idea dell'addestramento impartito ai cantanti castrati a Venezia e a Napoli nel XVIII secolo.
- Nel racconto di Honoré de Balzac intitolato Sarrasine, il protagonista si innamora di un castrato.
- Nel film Il marchese del Grillo di Mario Monicelli alcuni castrati compaiono nella scena dell'opera La cintura di Venere.

## Castrati famosi

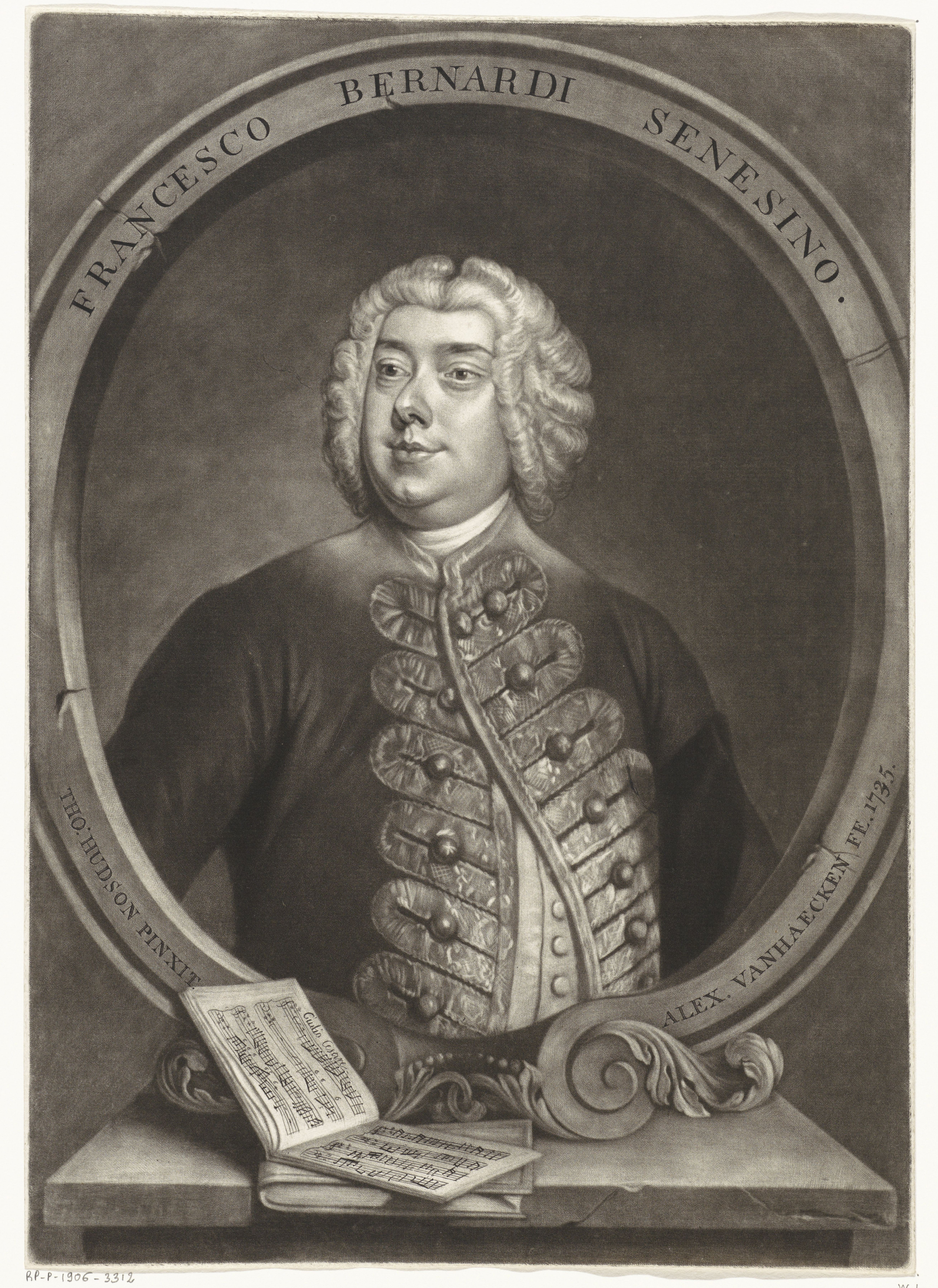
Francesco Bernardi, detto Senesino

- Giovanni Gualberto Magli (prima del 1604–1625)
- Loreto Vittori (1604–1670)
- Baldassare Ferri (1610–1680)
- Marzio Erculei (1623–1706)
- Atto Melani (1626–1714)
- Giovanni Francesco Grossi (Siface) (1653–1697)
- Pier Francesco Tosi (1654–1732)
- Andrea Adami da Bolsena (1663–1742)
- Matteo Sassano (1667–1737)
- Nicolò Grimaldi (Nicolino) (1673–1732)
- Antonio Bernacchi (1685–1756)
- Francesco Bernardi (Senesino) (1686–1758)
- Giovanni Carestini (Cusanino) (1705–1760)
- Anton Hubert o Antonio Uberti (Porporino) (1719–1783)
- Valentino Urbani (Valentini) (fl. 1690–1722)
- Carlo Broschi (Farinelli) (1705–1782)
- Gaetano Majorano (Caffarelli) (1710–1783)
- Giuseppe Santarelli (1710–1790)
- Giuseppe Manfredini (dopo il 1710 – dopo il 1780)
- Gioacchino Conti (Gizziello) (1714–1761)
- Giovanni Battista Mancini (1714–1800)
- Giovanni Manzuoli (1720–1782)
- Gaetano Guadagni (1725–1792)
- Tommaso Guarducci (1728–1803)
- Antoine Albanèse (1731–1800)
- Silvio Giorgetti (1733–1802)
- Giuseppe Millico (1737–1802)
- Gasparo Pacchierotti (1740–1821)
- Luigi Marchesi (1754–1829)
- Girolamo Crescentini (1762–1848)
- Giovanni Battista Velluti (1781–1861)
- Domenico Mustafà (1829–1912)
- Giovanni Cesari (1843–1904)
- Domenico Salvatori (1855–1909)
- Alessandro Moreschi (1858–1922)